# Данелл Лейва
Данелл Лейва  (англ. Danell Leyva, 30 жовтня 1991) — американський гімнаст, олімпійський медаліст.

## Виступи на Олімпіадах
| Олімпіада   | Дисципліна       | Місце    |
| ----------- | ---------------- | -------- |
| Лондон 2012 | абсолютний залік | 3        |
| Лондон 2012 | командний залік  | 5        |
| Лондон 2012 | вільні вправи    | 19 r1/2  |
| Лондон 2012 | паралельні бруси | 12 r1/2  |
| Лондон 2012 | перекладина      | 5        |
| Лондон 2012 | кільця           | 31T r1/2 |
| Лондон 2012 | кінь             | 10 r1/2  |
| Ріо 2016    | командний залік  | 5        |
| Ріо 2016    | паралельні бруси | 2        |
| Ріо 2016    | перекладина      | 2        |